# Mesoleptus callidus
Mesoleptus callidus là một loài tò vò trong họ Ichneumonidae.